# Intfor
Intfor Galați este o companie producătoare de țevi din oțel din România.
Intfor Galați este controlată indirect de Andrei Lisinschi și Mariana Lisinschi, prin firma Profiland, care deține o participație de 63,83%.
Printre acționarii minoritari se regăsește și SIF Moldova, cu 18,14% din capitalul Intfor.
Acțiunile companiei sunt listate pe piața RASDAQ, sub simbolul INOR.
În anul 2009, Intfor deținea o cotă de piață de circa 68% din piața parapetelor metalice, 54% din piața benzilor lăcuite pentru ambalat și 40% din piața țevilor sudate longitudinal și a profilelor formate la rece.
Număr de angajați în 2008: 578
Cifra de afaceri în 2007: 120,7 milioane lei
Venit net în 2007: 0,5 milioane lei